# Quevauvillers

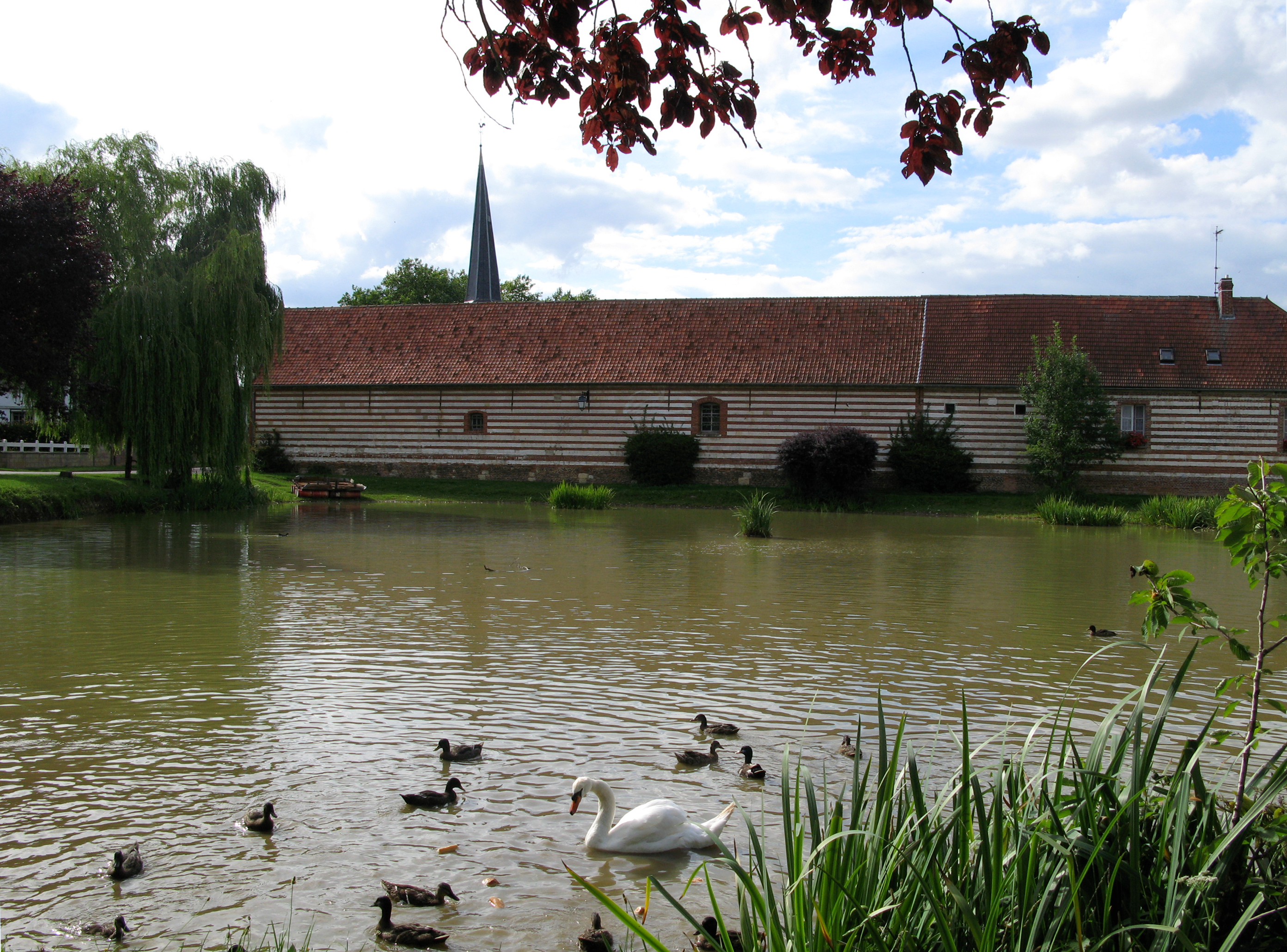
La mare devant le château.

Quevauvillers [kəvovile] est une commune française située dans le département de la Somme, en région Hauts-de-France.

## Géographie

### Localisation
Quevauvillers est un village picard de l'Amiénois.
À vol d'oiseau, la localité est située à 9 km au nord-est de Poix-de-Picardie, 10 km au nord-ouest de Conty, 17 km au sud-ouest d'Amiens, 36 km au sud-est d'Abbeville et à 43 km au nord de Beauvais.
Le territoire de la commune est limitrophe de ceux de cinq communes.
Les communes limitrophes sont Courcelles-sous-Moyencourt, Fresnoy-au-Val, Moyencourt-lès-Poix, Namps-Maisnil et Revelles.

### Géologie et relief
La superficie de la commune est de 8,82 km2 ; son altitude varie de 95  à   157 mètres. 

### Hydrographie

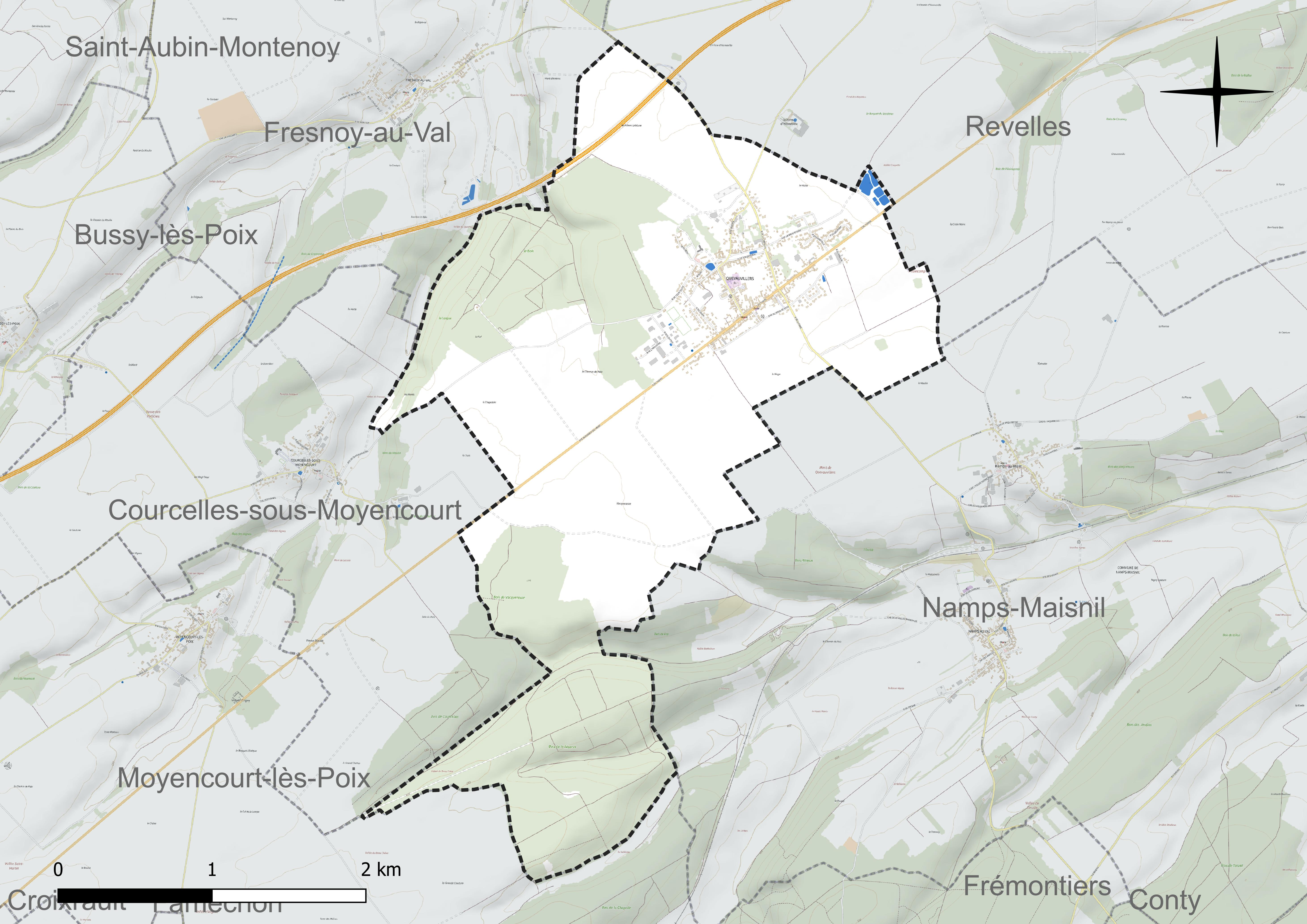
Réseau hydrographique de Quevauvillers.

La commune est située dans le bassin Artois-Picardie. 
Elle n'est drainée par aucun cours d'eau.

### Climat
Pour des articles plus généraux, voir Climat des Hauts-de-France et Climat de la Somme.
En 2010, le climat de la commune est de type climat océanique dégradé des plaines du Centre et du Nord, selon une étude du CNRS s'appuyant sur une série de données couvrant la période 1971-2000. En 2020, Météo-France publie une typologie des climats de la France métropolitaine dans laquelle la commune est exposée à un climat océanique et est dans la région climatique Côtes de la Manche orientale, caractérisée par un faible ensoleillement (1 550 h/an) ; forte humidité de l'air (plus de 20 h/jour avec humidité relative > 80 % en hiver), vents forts fréquents.
Pour la période 1971-2000, la température annuelle moyenne est de 10,2 °C, avec une amplitude thermique annuelle de 14,4 °C. Le cumul annuel moyen de précipitations est de 739 mm, avec 12,3 jours de précipitations en janvier et 8,5 jours en juillet. Pour la période 1991-2020, la température moyenne annuelle observée sur la station météorologique la plus proche, située sur la commune de Glisy à 23 km à vol d'oiseau, est de 11,1 °C et le cumul annuel moyen de précipitations est de 646,6 mm,. Pour l'avenir, les paramètres climatiques de la commune estimés pour 2050 selon différents scénarios d'émission de gaz à effet de serre sont consultables sur un site dédié publié par Météo-France en novembre 2022.

## Urbanisme

### Typologie
Au 1er janvier 2024, Quevauvillers est catégorisée bourg rural, selon la nouvelle grille communale de densité à sept niveaux définie par l'Insee en 2022.
Elle est située hors unité urbaine. Par ailleurs la commune fait partie de l'aire d'attraction d'Amiens, dont elle est une commune de la couronne,. Cette aire, qui regroupe 369 communes, est catégorisée dans les aires de 200 000 à moins de 700 000 habitants,.

### Occupation des sols

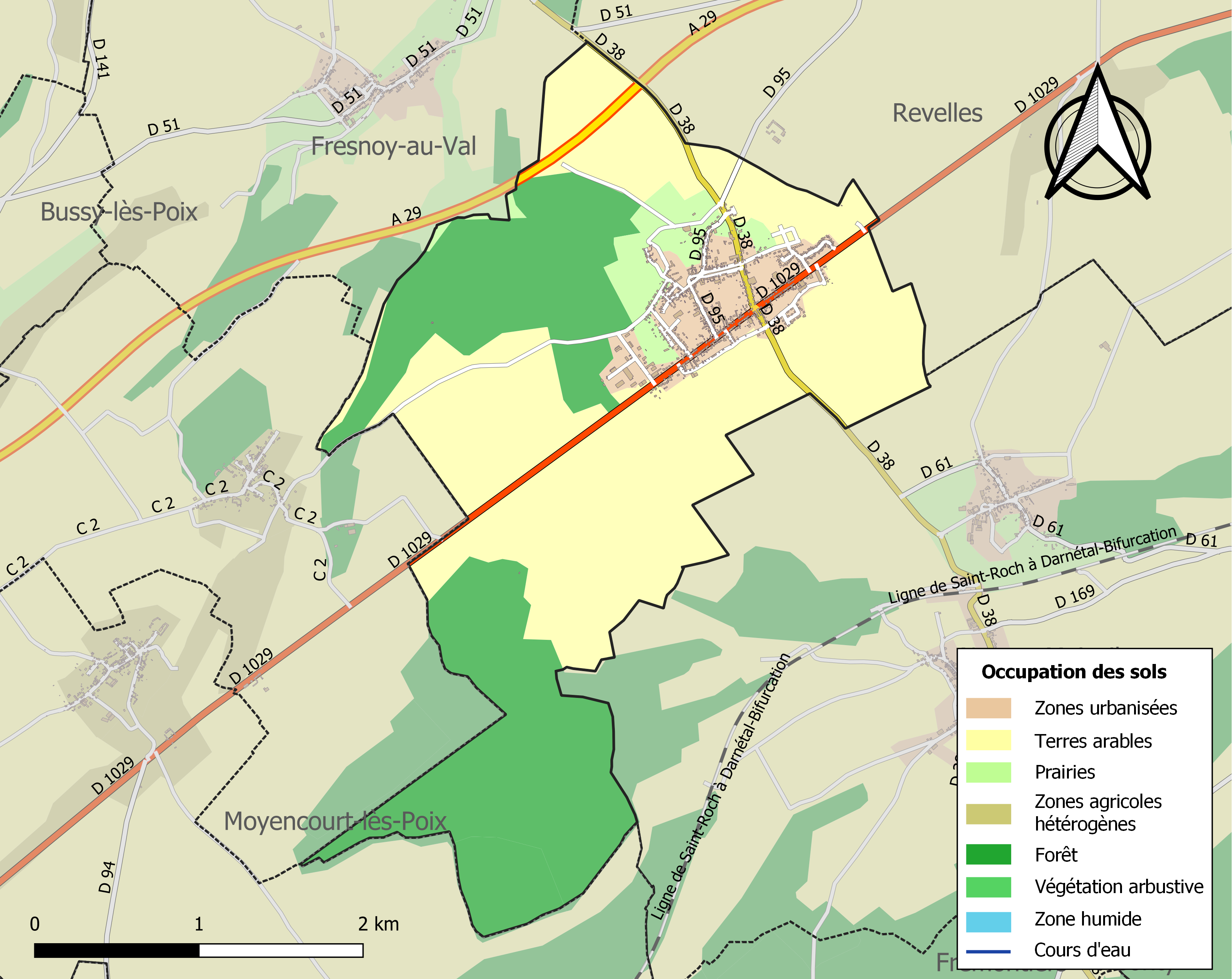
Carte des infrastructures et de l'occupation des sols de la commune en 2018 (CLC).

L'occupation des sols de la commune, telle qu'elle ressort de la base de données européenne d'occupation biophysique des sols Corine Land Cover (CLC), est marquée par l'importance des territoires agricoles (54,8 % en 2018), en diminution par rapport à 1990 (57,4 %). 
La répartition détaillée en 2018 est la suivante : terres arables (50,2 %), forêts (37,6 %), zones urbanisées (7,6 %), prairies (4,6 %). 
L'évolution de l'occupation des sols de la commune et de ses infrastructures peut être observée sur les différentes représentations cartographiques du territoire : la carte de Cassini (XVIIIe siècle), la carte d'état-major (1820-1866) et les cartes ou photos aériennes de l'IGN pour la période actuelle (1950 à aujourd'hui).

### Habitat et logement
En 2021, le nombre total de logements dans la commune était de 539, alors qu'il était de 511 en 2016 et de 477 en 2011. 
Parmi ces logements, 88,6 % étaient des résidences principales, 0,8 % des résidences secondaires et 10,6 % des logements vacants. Ces logements étaient pour 86,8 % d'entre eux des maisons individuelles et pour 9,9 % des appartements. 
Le tableau ci-dessous présente la typologie des logements à Quevauvillers en 2021 en comparaison avec celle de la Somme et de la France entière. Une caractéristique marquante du parc de logements est ainsi la faible proportion des résidences secondaires et logements occasionnels (0,8 %) par rapport au département (8,4 %) et à la France entière (9,7 %). 
| Typologie                                               | Quevauvillers | Somme | France entière |
| ------------------------------------------------------- | ------------- | ----- | -------------- |
| Résidences principales (en %)                           | 88,6          | 83,1  | 82,2           |
| Résidences secondaires et logements occasionnels (en %) | 0,8           | 8,4   | 9,7            |
| Logements vacants (en %)                                | 10,6          | 8,5   | 8,1            |

### Voies de communication et transports
Quevauvillers est situé sur l'ex-route nationale 29 (actuelle RD 1029) et est traversée par l'autoroute A29 (sans pour autant qu'un échangeur ne desserve directement la commune).
En 2019, le bourg est desservi par les lignes de bus du réseau Trans'80, chaque jour de la semaine, sauf le dimanche et les jours fériés.

## Toponymie
Le nom de la localité est attesté sous les formes Kevalviler (1181) ; Kevaviler (1219) ; Kevalvalviller (1225) ; Equivillaris (1252) ; Chevalviller (12..) ; Quevalviler (1300-1323) ; Kevauviler (1301) ; Kevauviller (1329) ; Kevauville (1337) ; Quevauviller (1432) ; Quevauvillers (1507) ; Equevauviller (1567) ; Quevauvilliers (1638) ; Quouavillers (1657) ; Quevauvillier (1697) ; Quevauvillé (1701) ; Quevemvillers (1758).
Il s'agit d'une formation médiévale dont le premier élément Quevau- représente le mot picard queval « cheval », mot issu du bas latin d'origine gauloise caballus, suivi de l'ancien français vil[l]er, mot issu du bas latin villare « ferme »,.

## Histoire

### Antiquité
Le village de Quevauvillers est apparu à l‘époque gallo romaine. Son premier nom fut Equitum villa (résidence des cavaliers), c'était en fait un relais de cavalerie dont la création était rendue nécessaire par l'apparition d'une voie romaine reliant Amiens à Rouen.

### Moyen Âge
À l'époque des invasions normandes, le village fut détruit, mais s'en releva.

### Époque contemporaine
À la Révolution, le comte de Gomer, seigneur du lieu, connaît la prison. Le curé part en exil, ne voulant en aucune manière prêter serment à la constitution civile du clergé. L'église est transformée en salpêtrière, le mobilier et les ornements vendus.

Carte d'État-major de la France, Feuille Montdidier N.O.

Il existait au sud-ouest du bourg la ferme de Vacqueresse ou Vacqueresses, disparue aujourd'hui : elle est visible sur la carte d'état-major de 1866 mais n'est plus là dans les années 1950.
Au XXe siècle existait une briqueterie, dont le site est utilisé en 2017 pour édifier un lotissement d'une quinzaine de pavillons.
En 1968, le topographe, flâneur et critique d'architecture anglais, Ian Nairn, décrit le village ainsi.
« D'un premier abord (Quevauvillers) donne l'impression de quelques bâtiments épars – parmi lesquels de bons cafés - longeant une route nationale, en l'occurrence la N 29 entre Amiens et Rouen. Mais en face de la mairie se trouve une avenue qui mène, sur trois-cents mètres, au Quevauvillers bis – et à une deuxième mairie, plus ancienne, avec un rez-de-chaussée ouvert en bois comme un marché de beurre anglais. Ses chevrons servent également à séchoir et à support pour tuyaux d'incendie. À côté traînent l'église, le château, un étang et une chèvre attachée, tous attendant que rien ne se passe. Les exigences de la vie moderne sont dissipées, y laissant l'ambiance du lieu suspendue comme un arrêt sur image tiré d'un vieux film ».

## Politique et administration

### Rattachements administratifs et électoraux

#### Rattachements administratifs
La commune se trouve ans l'arrondissement d'Amiens du département de la Somme.  
Elle faisait partie depuis 1793 du canton de Molliens-Dreuil. Dans le cadre du redécoupage cantonal de 2014 en France, cette circonscription administrative territoriale a disparu, et le canton n'est plus qu'une circonscription électorale.

#### Rattachements électoraux
Pour les élections départementales, la commune fait partie depuis 2014 du canton d'Ailly-sur-Somme.
Pour l'élection des députés, elle fait partie de la troisième circonscription de la Somme.

### Intercommunalité
La commune était membre de la communauté de communes du Sud-Ouest Amiénois, créée en 2004.
Dans le cadre des dispositions de la loi portant nouvelle organisation territoriale de la République du 7 août 2015, qui prévoit que les établissements publics de coopération intercommunale (EPCI) à fiscalité propre doivent avoir un minimum de 15 000 habitants, la préfète de la Somme propose en octobre 2015 un projet de nouveau schéma départemental de coopération intercommunale (SDCI) qui prévoit la réduction de 28 à 16 du nombre des intercommunalités à fiscalité propre du département.
Ce projet prévoit la « fusion des communautés de communes du Sud-Ouest Amiénois, du Contynois et de la région d'Oisemont », le nouvel ensemble de 37 412 habitants regroupant 120 communes,. À la suite de l'avis favorable de la commission départementale de coopération intercommunale en janvier 2016, la préfecture sollicite l'avis formel des conseils municipaux et communautaires concernés en vue de la mise en œuvre de la fusion.
La communauté de communes Somme Sud-Ouest (CC2SO), dont est désormais membre la commune., est ainsi créée au 1er janvier 2017. Poix-de-Picardie en est le siège.

### Liste des maires
| Période                                  | Période                       | Identité                       | Étiquette | Qualité |
| ---------------------------------------- | ----------------------------- | ------------------------------ | --------- | --- |
| Les données manquantes sont à compléter. |                               |                                |           | |
|                                          |                               |                                |           | |
| décembre 1806                            | novembre 1830                 | Alexandre Louis Gabriel Gomer, |           | Vicomte puis comte de Gomer Propriétaire, cultivateur à Quevauvillers Émigré. Chef de cohorte de la garde nationale Electeur dans la liste des 600 contribuables les plus imposés du département de la Somme de l'an XI et des 550 de 1810 Conseiller général de la Somme (1806 → 1829) Chevalier de Saint-Louis Chevalier de la Légion d'honneur Démissionnaire |
|                                          |                               |                                |           | |
| 1836                                     |                               | Joachim Desgroux               |           | |
|                                          |                               |                                |           | |
| 1920                                     | octobre 1957                  | Robert Desjardins              |           | Mort en fonction |
| fin 1957 ou 1958                         | 1977                          | Lucien Geffroy,                |           | |
| mars 1977                                | 2008                          | Guy Debureaux,                 |           | Agent des Ponts et Chaussées Vice-président du SIVOM de Molliens Vice-président du SIRTOM des cinq cantons |
| mars 2008                                | En cours (au 31 octobre 2024) | M. Dominique Dussuelle         |           | Réélu pour le mandat 2020-2026, |

## Équipements et services publics
La mairie a été rénovée et rendue accessible aux personnes à mobilité réduite en 2024.

### Enseignement
La commune compte une école primaire qui scolarise 137 élèves en élémentaire et maternelle à la rentrée 2017-2018.
Quevauvillers, Fresnoy-au-Val et Courcelles-sous-Moyencourt sont associées au sein d'un regroupement pédagogique intercommunal (RPI).

### Santé et solidarité
En 2023, Quevauvillers dispose d'une maison médicale avec 4 médecins généralistes, 2 infirmières , 1 orthophoniste et 1 orthoptiste
Elle dispose en 2025 de deux micro-crèches.
Le foyer rural de Quevauvillers anime la commune et favorise le lien social depuis 1965

### Postes et communications
Un bureau de poste est installé dans la commune, ouvert uniquement le matin.
Le café du village offre un service de point relais pour les colis.

### Justice, sécurité, secours et défense
La commune installe une vidéosurveillance de l'espace public en 2025

## Population et société

### Démographie
L'évolution du nombre d'habitants est connue à travers les recensements de la population effectués dans la commune depuis 1793. Pour les communes de moins de 10 000 habitants, une enquête de recensement portant sur toute la population est réalisée tous les cinq ans, les populations de référence des années intermédiaires étant quant à elles estimées par interpolation ou extrapolation. Pour la commune, le premier recensement exhaustif entrant dans le cadre du nouveau dispositif a été réalisé en 2004.

En 2022, la commune comptait 1 106 habitants, en évolution de −0,45 % par rapport à 2016 (Somme : −1,26 %, France hors Mayotte : +2,11 %).
| 1793  | 1800  | 1806  | 1821  | 1831  | 1836  | 1841  | 1846  | 1851  |
| ----- | ----- | ----- | ----- | ----- | ----- | ----- | ----- | ----- |
| 1 063 | 1 150 | 1 170 | 1 120 | 1 248 | 1 198 | 1 188 | 1 192 | 1 187 |

| 1856  | 1861  | 1866  | 1872 | 1876  | 1881  | 1886  | 1891 | 1896 |
| ----- | ----- | ----- | ---- | ----- | ----- | ----- | ---- | ---- |
| 1 145 | 1 146 | 1 168 | 996  | 1 004 | 1 029 | 1 024 | 942  | 906  |

| 1901 | 1906 | 1911 | 1921 | 1926 | 1931 | 1936 | 1946 | 1954 |
| ---- | ---- | ---- | ---- | ---- | ---- | ---- | ---- | ---- |
| 912  | 828  | 816  | 612  | 580  | 600  | 604  | 651  | 649  |

| 1962 | 1968 | 1975 | 1982 | 1990  | 1999  | 2004  | 2006  | 2009  |
| ---- | ---- | ---- | ---- | ----- | ----- | ----- | ----- | ----- |
| 648  | 715  | 783  | 921  | 1 046 | 1 054 | 1 037 | 1 007 | 1 075 |

| 2014  | 2019  | 2022  | - | - | - | - | - | - |
| ----- | ----- | ----- | - | - | - | - | - | - |
| 1 125 | 1 085 | 1 106 | - | - | - | - | - | - |

### Vie associative
L'Harmonie de Quevauvillers est, en 2019, un ensemble de trente-cinq musiciens amateurs âgés de 14 ans à près de 80 ans, dirigés par Louis Tavernier, et qui fête ses 115 années d'existence.

### Manifestations culturelles et festivités
La foire de la saint-Crépin, première foire agricole d'automne, a lieu en octobre depuis les années 1967-1968.

### Sports et loisirs
La Jeunesse Sportive de Quevauvillers est l'équipe de football locale. En 2015, l'équipe est montée pour la 1re fois de son histoire en Ligue de Picardie.

## Économie
De nombreuses entreprises sont implantées dans la commune, tant dans le secteur agricole, que dans le commerce et l'artisanat, ou le secteur tertiaire.

## Culture locale et patrimoine

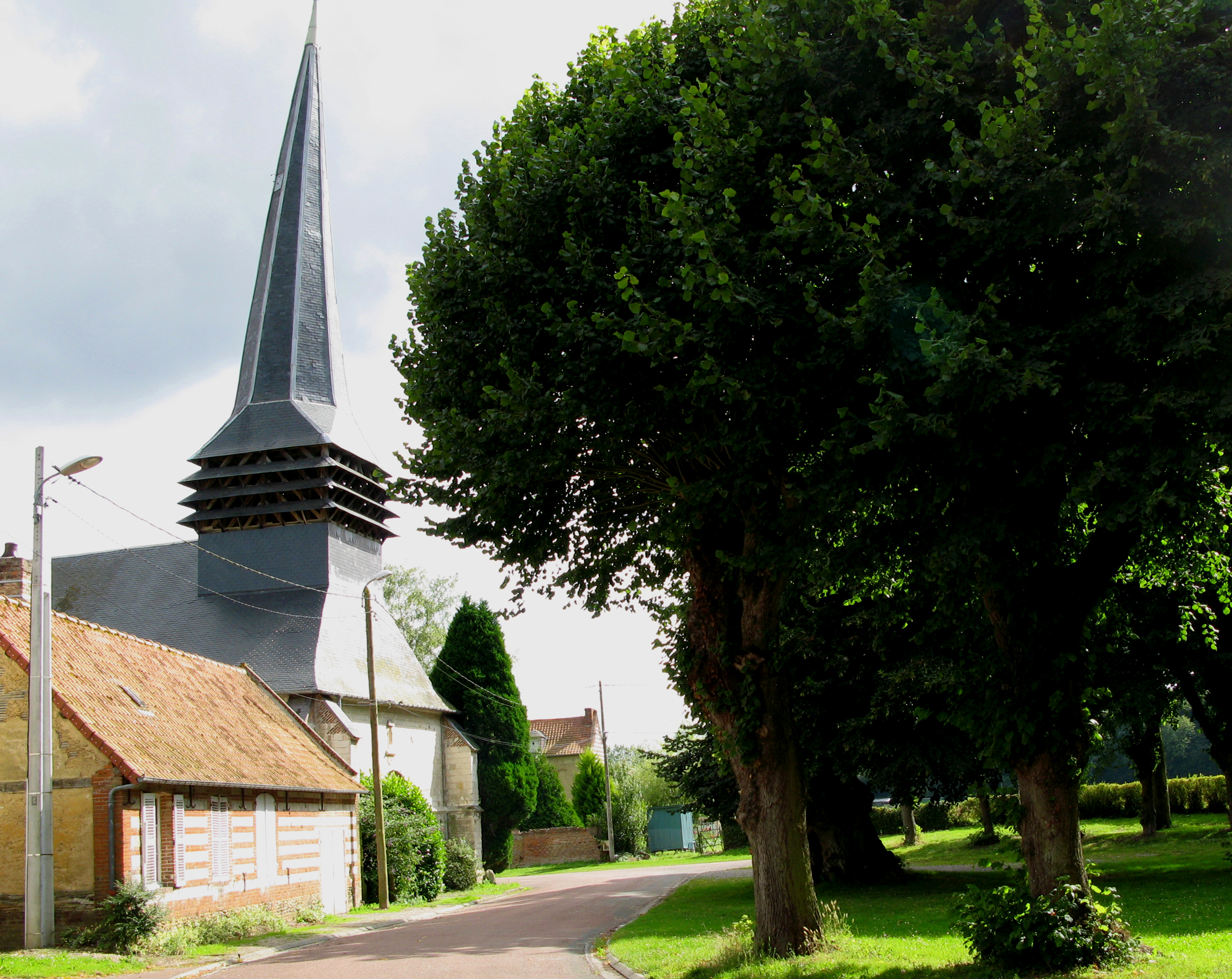
L'église Notre-Dame.

### Lieux et monuments
Plusieurs sites notables sont signalés dans le bourg :
- Château de Quevauvillers  Inscrit MH (2008, partiellement)[53] ;

- Halles de Quevauvillers[54], reconstruites en 1840 et rénovées en 2020[55]. 
En 2018, le maire indiquait « L'origine précise de ce bâtiment reste mal connue. C'est en 1840, alors qu'elles étaient entièrement délabrées, que le conseil municipal de l'époque décide de les faire reconstruire. Entre 1850 et le début des années 1900, les locaux sont aménagés pour devenir la mairie. Une grosse horloge installée dans le toit, face à la rue de Sainneville, donne l'heure aux passagers. L'étage est aménagé pour accueillir la société de musique. Quelques menus travaux d'entretien et de réfection sont réalisés entre 1956 et le 16 décembre 1995, date à laquelle un incendie détruit partiellement le bâtiment. Reconstruite à l'identique, les Halles redeviennent un lieu de rencontre festif et culturel dédié aux associations[56] ».
Les halles portent depuis 2025 le nom de Jean-Pierre Pernaut[57] ;

- Église Notre-Dame-de-la-Nativité[58], du XVIIIe siècle[59] ;

- Un tilleul vénérable, qui pourrait être un tilleul de Sully, arbre creux déjà en 1936 et qui, en 2015, a une circonférence de 6,30 m ;

- Anciens locaux industriels construits en 1868 et 1885 de la manufacture de bretelles, jarretières, et jarretelles fondée en 1868 par Elie Paillart[60] ;

- Chapelle Notre-Dame-du-Bon-Secours. Construite en 1809, reconstruite en 1877, toute en brique et tuile, elle est située en sortie de village, vers Poix[61].

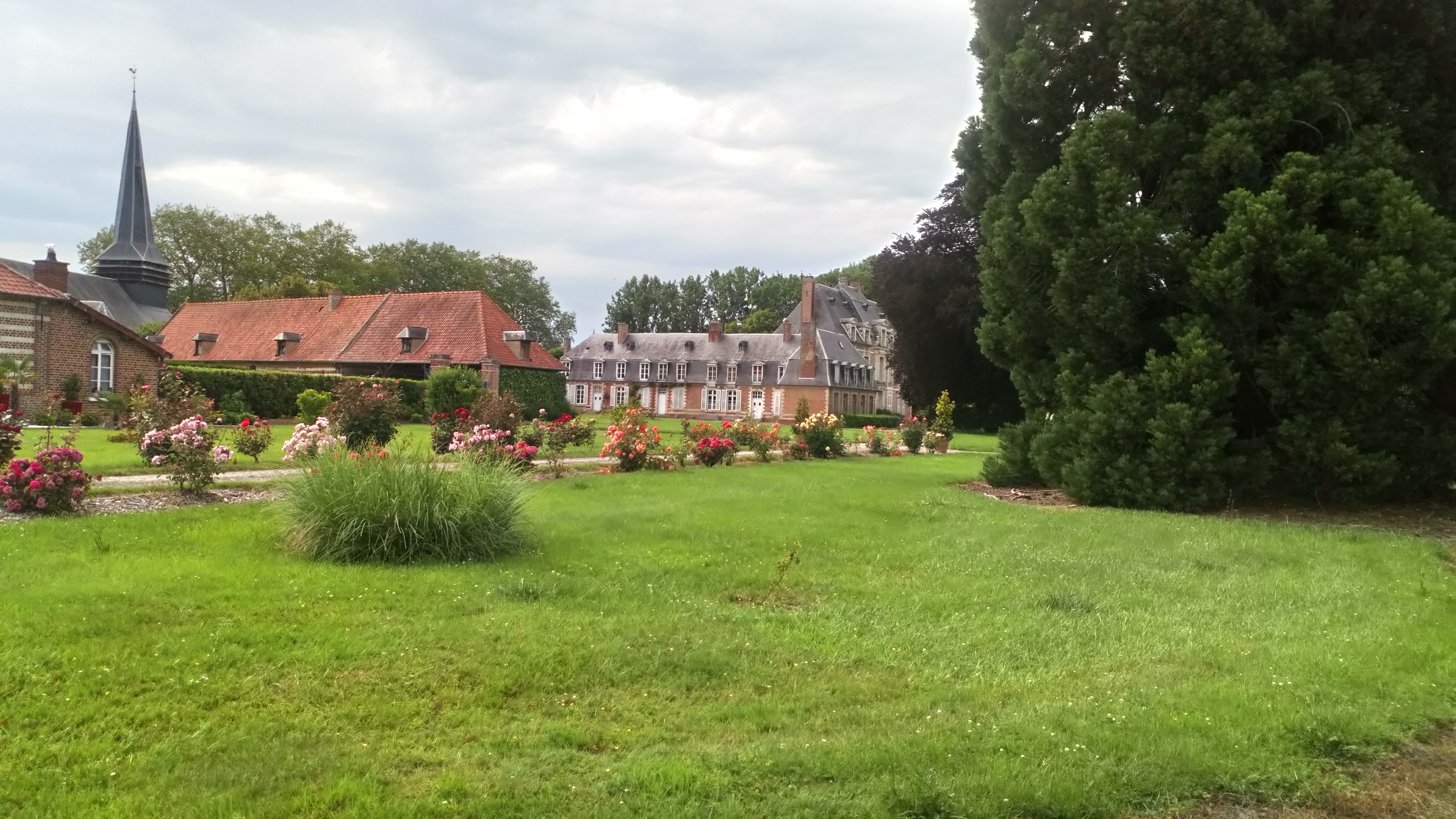
Le château actuel et le séquoia géant.
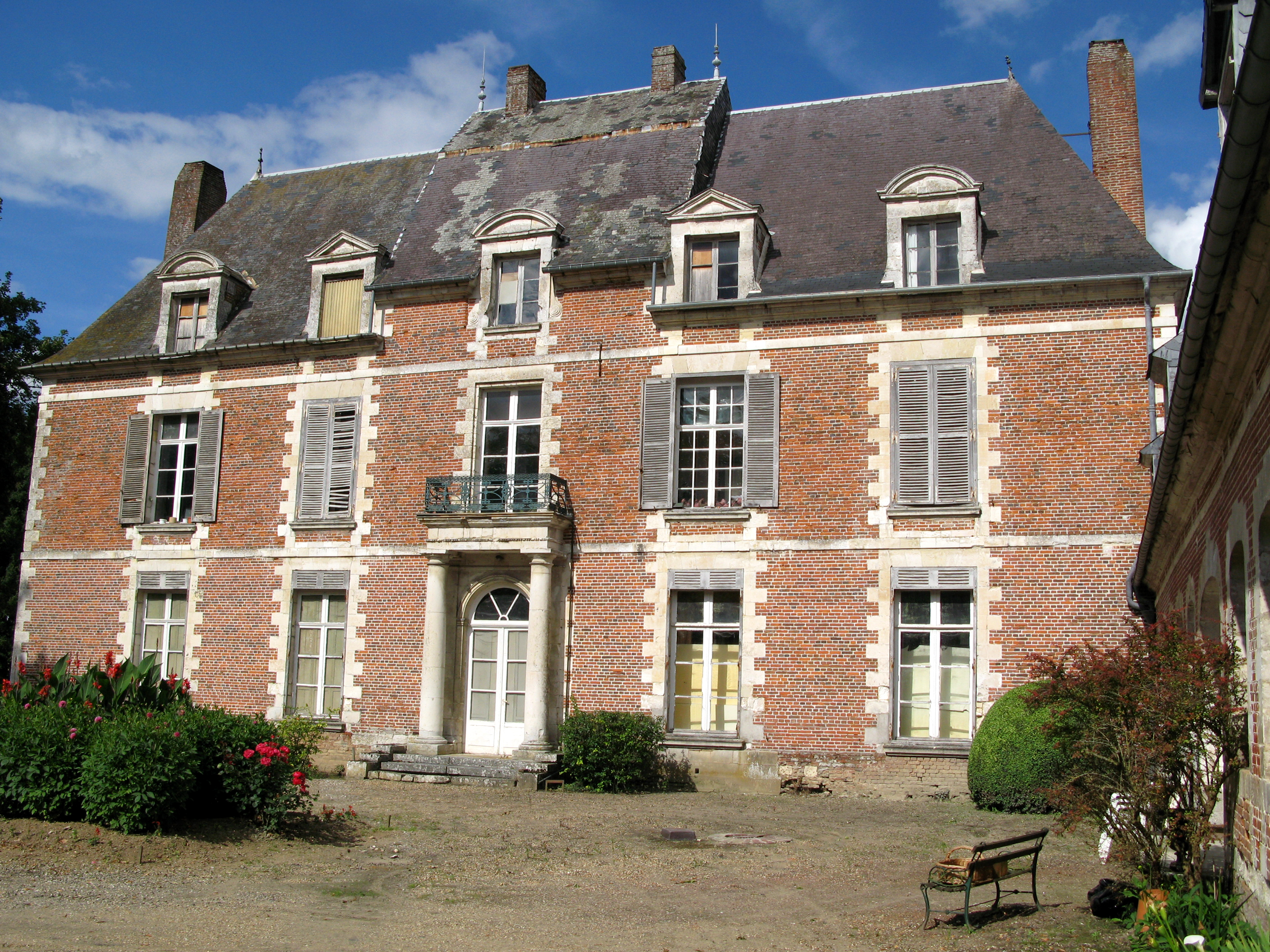
Le château actuel.
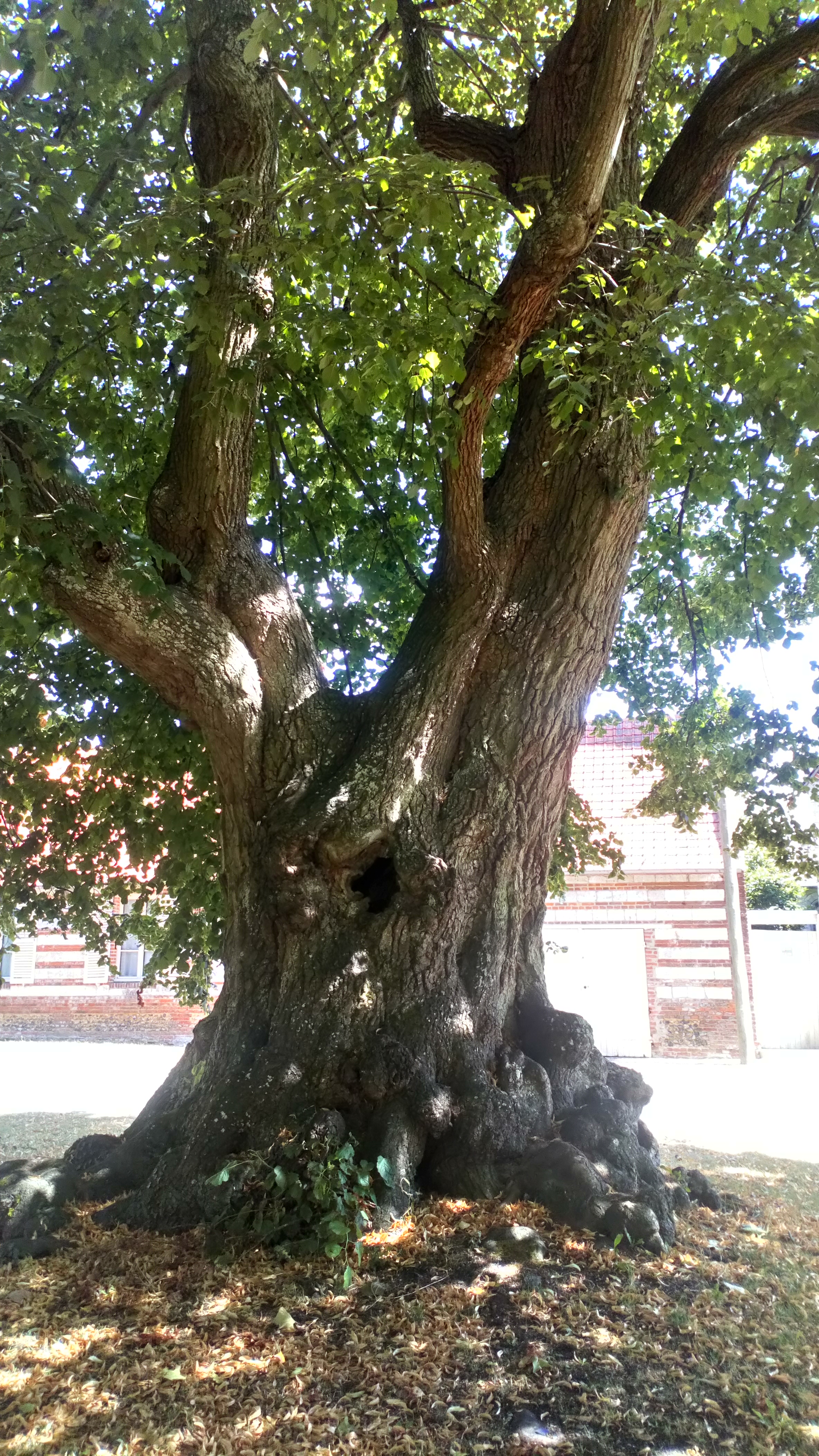
Le tilleul.
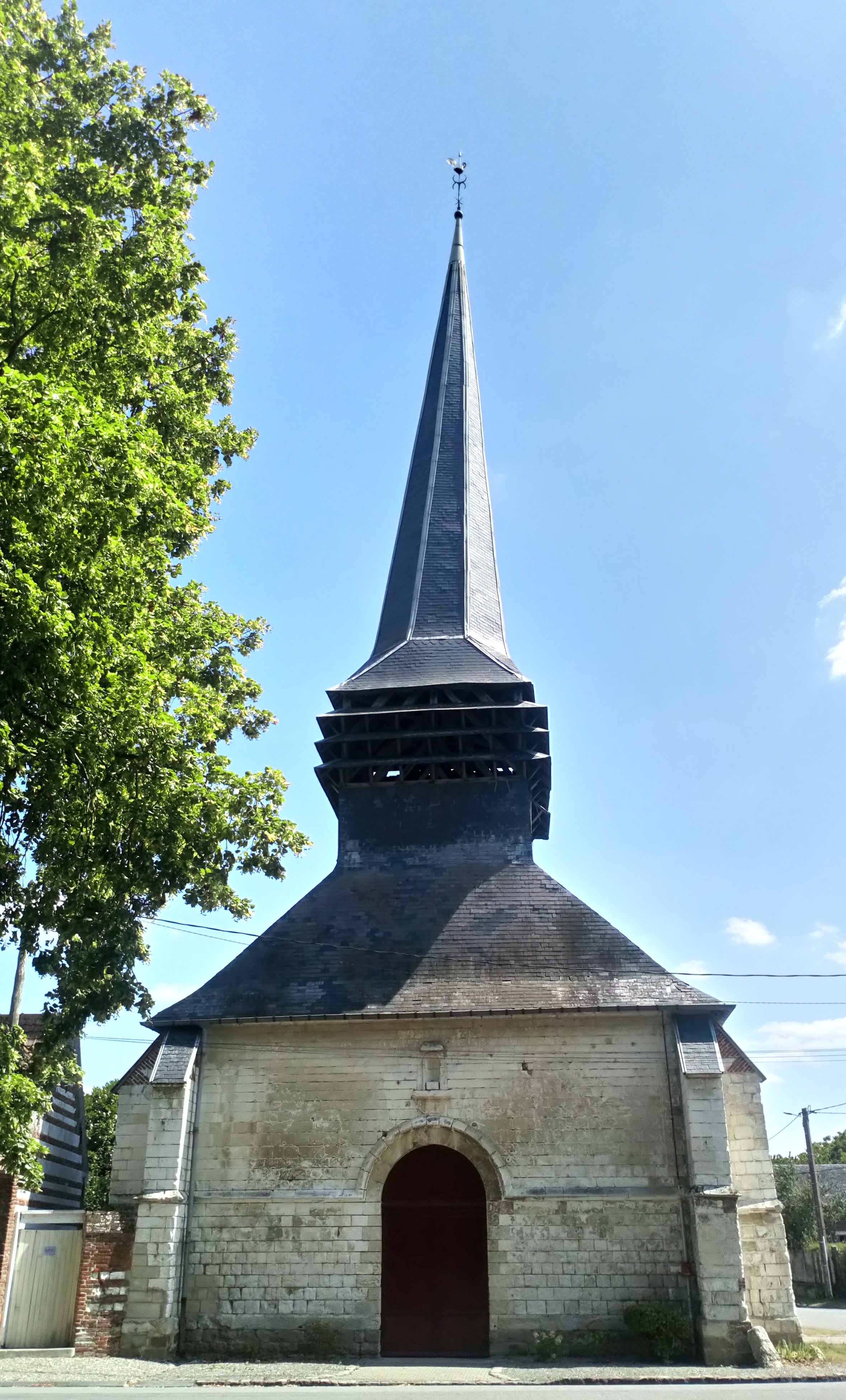
L'église.
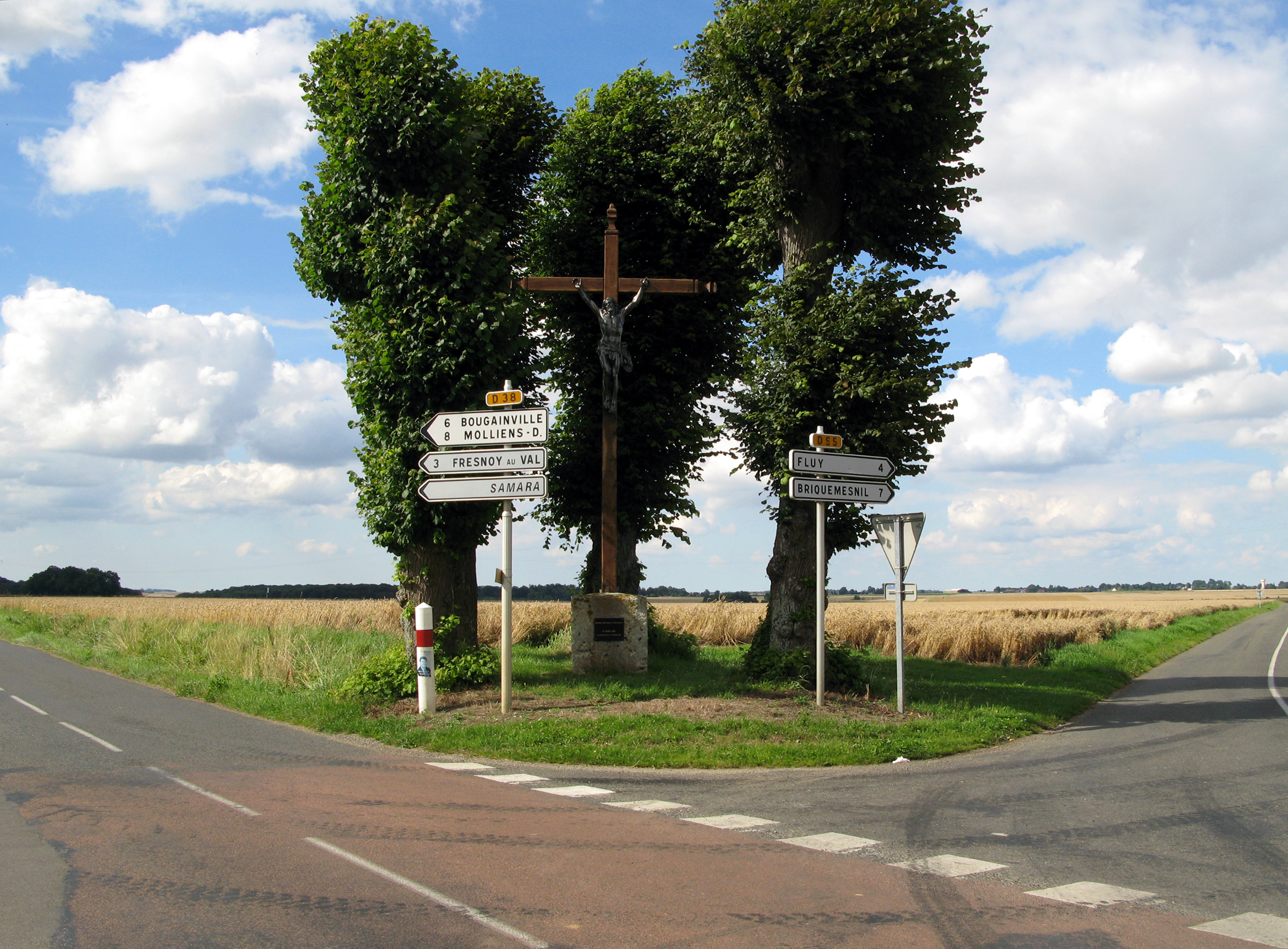
Calvaire sur la RN 29.
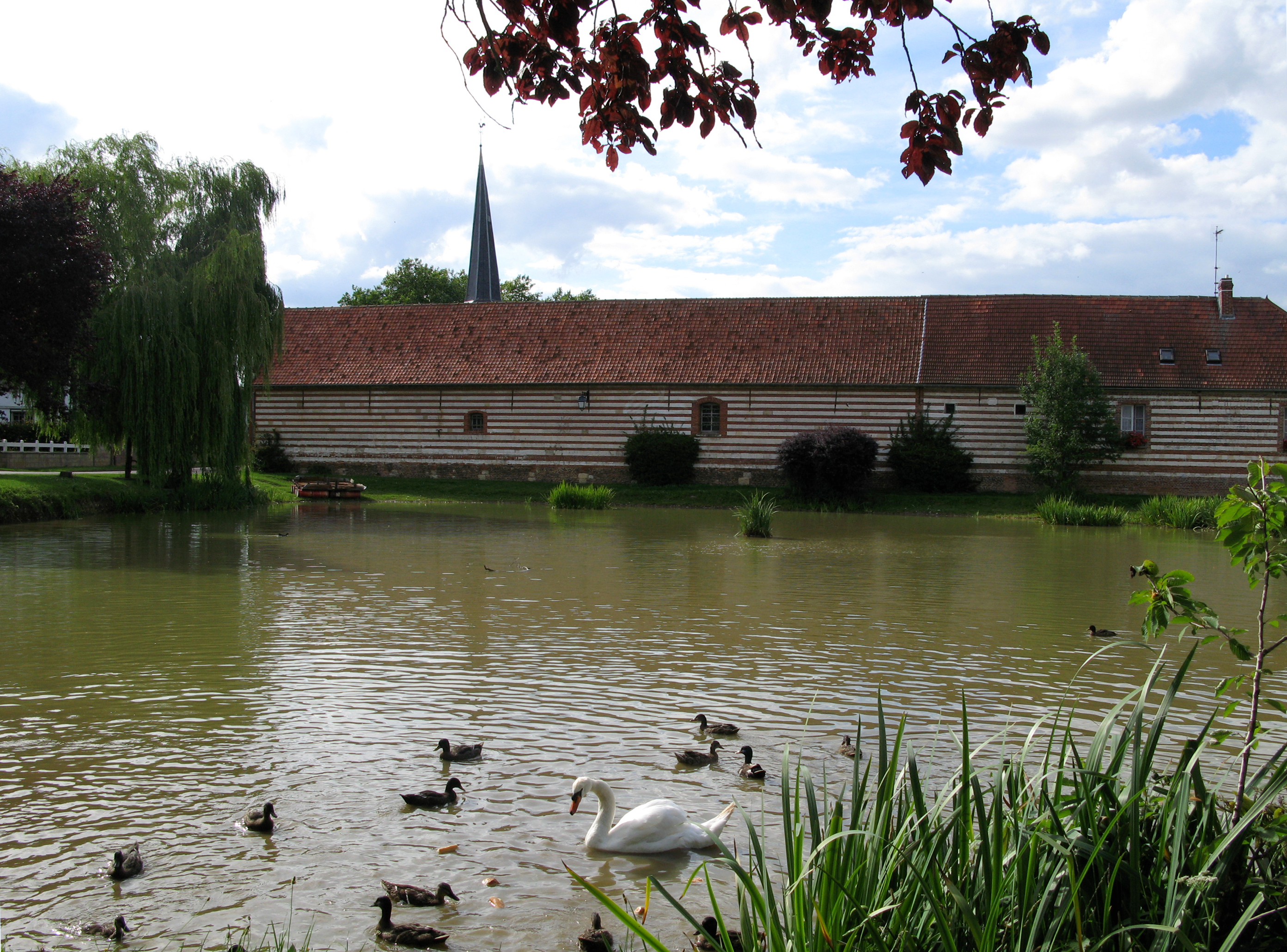
La mare devant les communs du château.

### Personnalités liées à la commune
- Louis-Gabriel de Gomer (1718-1798), inventeur des mortiers à la Gomer, député aux États généraux, né à Quevauvillers.

- Charles Herbert (1829-1919), artiste-peintre et photographe d'art, mort à Quevauvillers.

- Édouard Jumel (1832-1915) : curé de Quevauvillers de 1871 à sa mort, historien, auteur de monographies.

- Jean-Pierre Pernaut (1950-2022), né à Amiens, a passé son enfance à Quevauvillers[62].

- Gérald Baticle (né en 1969), footballeur professionnel français à l' Amiens SC puis à AJ Auxerre, au RC STRASBOURG, au FC METZ et enfin au Havre AC , puis entraîneur du SCO d'ANGERS a passé son enfance à Quevauvillers et a joué à la JSQ, club du village.

## Pour apprfondir